# Бакшеево (Калининский район)
Бакшеево — деревня в Калининском районе Тверской области. Входит в состав Щербининского сельского поселения.

## География
Находится в юго-восточной части Тверской области на расстоянии приблизительно 7 км на юг по прямой от города Тверь.

## История
Была отмечена на карте 1853 года как Бакшеева. В 1859 году здесь был учтен 41 двор. Рядом с деревней ныне работает база отдыха и горнолыжный парк.

## Население
Численность населения: 314 человек (1859 год), 42 (русские 98 %) в 2002 году, 45 в 2010.